# سرگئی کارالیوف
سرگئی پاولوویچ کارالیوف (به روسی: Сергей Павлович Королёв) رئیس و مهندس ارشد پروژه‌های فضایی شوروی از آغاز مسابقه فضایی آمریکا و شوروی در دهه‌های ۵۰ و ۶۰ بود.

## زندگی‌نامه
سرگئی کارالیوف در ۱۲ ژانویه ۱۹۰۷ برابر با ۲۲ دی ۱۲۸۵ خورشیدی در شهر ژیتومیر، مرکز کوچک یک ایالت در اوکراین مرکزی (آن زمان اکراین بخشی از امپراتوری روسیه بود) به دنیا آمد.
کارالیوف به عنوان پدر برنامه فضایی شوروی شناخته می‌شود، و بر خلاف همتای خود در آمریکا یعنی ورنر فون براون نقش محوری و اساسی کارالیوف در برنامه‌های فضایی شوروی تا زمان مرگش به شدت سری نگاه داشته شد. در تمام دوران کاریش، کارالیوف تنها با عنوان «طراح ارشد» شناخته می‌شد.
هر چند او در واقع برای طراحی هواپیما آموزش دیده بود، ولی توانایی‌های اصلیش در یک‌پارچه و هماهنگ کردن طرحها، سازماندهی و برنامه‌ریزی استراتژیک بود. او یکی از قربانیان بی‌گناه تصفیه‌های استالینی در سال ۱۹۳۸بود و شش سال از بهترین دوران زندگیش را در بند گذراند و چند ماه از این مدت را در اردوگاه‌های گولاک در سیبری به سر برد. به دنبال آزادی، او به عنوان طراح موشک مشغول به کار شد و نقش کلیدی در توسعه موشکهای بالستیک قاره‌پیمای (ICBM) شوروی داشت. سپس او به ریاست برنامه فضایی شوروی گماشته شد و کمی بعد از آن پروژه‌های اسپوتنیک و وستوک تحت نظر او با موفقیت به اجرا در آمد. با مرگ ناگهانی او طی یک عمل جراحی ناموفق در سال ۱۹۶۶ برنامه‌های او برای رقابت با آمریکا برای فرستادن اولین انسان به ماه به اجرا در آمد.
در دسامبر سال ۱۹۶۰، کارالیوف دچار اولین حمله قلبی خود شد. در طول دوران نقاهت، پزشکان متوجه شدند که او دچار ناراحتی کلیه نیز هست که این مسئله به دوران بازداشتش در اردوگاه‌های کار اجباری باز می‌گشت. پزشکان به وی هشدار دادند که اگر به سختی گذشته کار کند، مدت زیادی زنده نخواهد ماند. اما کارالیوف با این استدلال که اگر شوروی پیشگامی خود را در فعالیت‌های فضایی از دست دهد، دولت حمایت‌های مالی خود را از برنامه‌های فضایی متوقف خواهد کرد، به کار خود ادامه داد.
دلیل قطعی مرگ کارالیوف مشخص نیست؛ در دسامبر سال ۱۹۶۵، ظاهراً یک زائده خونی در روده بزرگ او تشخیص داده شد. وی در ۵ ژانویه سال ۱۹۶۶ برای یک جراحی به ظاهر معمولی به بیمارستان منتقل شد و ۹ روز بعد جان سپرد. در پی آن، مقامات دولتی علت مرگ را سرطان روده اعلام کردند. ولی بعدها گلوشکو ناموفق بودن عمل جراحی را مسبب مرگ کارالیوف دانست. با این حال، خانواده کارالیوف مرگ به دلیل سرطان را تأکید کردند. ناراحتی قلبی وی نیز در مرگش بی‌تأثیر نبوده است؛ به هر حال، او پس از عمل جراحی، دیگر به هوش نیامد.
کارالیوف در ۱۴ ژانویه ۱۹۶۶ برابر با ۲۴ دی ۱۳۴۴ خورشیدی در سن ۵۹ سالگی در مسکو چشم از جهان فرو بست. خاکستر وی در آرامگاه دیوار کرملین نهاده شد